# سیارک ۳۲۸۶
سیارک ۳۲۸۶ (به انگلیسی: 3286 Anatoliya، نامگذاری:1980BV) سه هزار و دویست و هشتاد و ششمین سیارک کشف شده‌است که در ۲۳ ژانویه ۱۹۸۰ کشف شد.
قدر مطلق سیارک برابر ۱۲٫۸۰ است.